# منطقه المخرم
منطقه المخرم (به عربی: منطقة المخرم) یک منطقه در سوریه است که در استان حمص واقع شده‌است.

## خصوصیات
منطقه المخرم ۳٬۰۱۴٫۸۲ کیلومترمربع مساحت و ۵۲٬۰۶۸ نفر جمعیت دارد.